# Каваньяри, Пьер Луи Наполеон
Пьер Луи Наполеон Каваньяри (фр. Pierre Louis Napoleon Cavagnari; 4 июля 1841, Стене, Франция — 3 сентября 1879, Кабул, Афганистан) — английский дипломат французского происхождения.
Служил в Ост-Индской компании и в 1858—1859 годах участвовал в подавлении восстания сипаев.
Много лет провёл в Пенджабе, где основательно ознакомился с языками Средней Азии. Несколько раз Каваньяри исполнял дипломатические поручения в отношениях с афганцами.
Для переговоров с Якуб-ханом в 1879 году (Гандамакский договор между Великобританией и Афганистаном) Каваньяри торжественно въехал в Кабул. Через несколько месяцев цитадель, где он находился, была окружена восставшими афганцами, и Каваньяри был убит вместе со всеми своими спутниками.

## В кино
- «Далекие шатры» (The Far Pavilions) — режиссёр Питер Даффелл — мини-сериал (Великобритания, США, Индия, 1983). В роли Каваньяри — Джон Гилгуд